# Hästmyrebomal
Hästmyrebomal (Niditinea truncicolella) är en fjärilsart som beskrevs av Johan Martin Jacob af Tengström. Hästmyrebomal ingår i släktet Niditinea och familjen äkta malar. Enligt den finländska rödlistan är arten nära hotad i Finland. Enligt den svenska rödlistan är arten nära hotad i Sverige. Arten förekommer i Svealand och Övre Norrland. Artens livsmiljö är naturmoskogar. Inga underarter finns listade i Catalogue of Life.